# Single Collection (SOUL'd OUTのアルバム)
Single Collection（シングル コレクション）は、SOUL'd OUTの初のベスト・アルバムである。2006年12月27日に発売された。

## 概要
2003年のメジャーデビューシングル「ウェカピポ」から13thシングル「Starlight Destiny」までの全シングル表題曲14曲を収録している、いわゆるオールタイムベストである。
初回仕様には全ミュージック・ビデオ全13曲を収録したDVD付。なお「Catwalk」にはミュージック・ビデオが存在しない。
曲順はリリースされた順番になっている。Diggy-MO'いわく「シングルコレクションだからこそいじらずリリースした順に並べる」とのこと。
ジャケットにはアーティストフォトの掲載はなく、ロゴのみで構成されたシンプルなデザインのものとなっている。2009年9月2日にブルースペックCD仕様が数量限定で発売。収録内容は通常盤準拠となる。

## 記録
オリコンチャートでは2006年12月26日付デイリーアルバムランキングで2位に初登場し、2007年1月15日付の週間アルバムランキングで『To All Tha Dreamers』に並ぶ自己最高位の2位を記録した。

## 収録曲
1. ウェカピポ
2. Flyte Tyme
3. Dream Drive
4. Shut Out
5. Love, Peace & Soul
6. 1,000,000 MONSTERS ATTACK
7. Magenta Magenta
8. BLUES
9. To All Tha Dreamers
10. イルカ
11. ALIVE
12. TOKYO通信〜Urbs Communication〜
13. Catwalk
14. Starlight Destiny

### DVD（初回仕様）
1. ウェカピポ
2. Flyte Tyme
3. Dream Drive
4. Shut Out
5. Love, Peace & Soul
6. 1,000,000 MONSTERS ATTACK
7. Magenta Magenta
8. BLUES
9. To All Tha Dreamers
10. イルカ
11. ALIVE
12. TOKYO通信〜Urbs Communication〜
13. Starlight Destiny